# Бурячок, Вера Максимовна
Вера Максимовна Бурячок (4 июня 1906 — 11 августа 1993) — крестьянка, спасшая еврейского ребёнка, праведница народов мира.

## Биография
Данных о месте рождения Веры Максимовны Бурячок не обнаружено. Дата рождения известна по фотографии могильного памятника — 4 июня 1906 года. Известно, что она проживала в Краснодарском крае на хуторе Незаймановском Тимашевского района. Была рабочей колхоза «Победа».
До 1930-х годов она жила в большой и богатой крестьянской семье. Между тем, после 1930-х, это изменилось когда почти все её родные попали в ссылку в Сибирь, во время раскулачивания. Но на этом её беды не окончились. Молодой супруг умер. Впоследствии, она потеряла и сына, который погиб во время Великой Отечественной войны.
В августе 1942 года Кубано-Черноморская область была оккупирована немцами. За год до этого, в августе 1941 года, четырёхлетний Генрих (Гена) Горфункель потерялся во время эвакуации из Ленинграда по дороге к сестре и попал в детский дом села Новощербиновка. Воспитательнице детского дома по имени Тося удалось спасти ребёнка, трижды убедив полицейских, что ребёнок умер от поноса, и убрав его из списков она передала его какой-то многодетной женщине, имя которой не сохранилось. Впоследствии об этом пятилетнем ребёнке-еврее узнала Вера Максимовна, так как он был оставлен у её соседей, которые несмотря на то, что приютили его не особо о нём заботились. Он был вынужден бегать по дворам и пытаться найти для себя хоть какую-то еду. Вера приняла решение, несмотря на большой риск для жизни по укрытию еврея, взяла ребёнка к себе. Мальчик пройдя через многие страдания имел очень жалостливый вид — оборванный и завшивленный, но это не повлияло на решение Веры взять юнца под свою опеку. Вскоре заботливая женщина, потерявшая ранее своего ребёнка, стала относится к нему как родному.
Гена, которого женщина спасла не только от существования впроголодь, но и от более чем очевидной смерти если бы он попал в руки немцев тоже привязался к Вере. Женщине повезло и её укрывательство еврея оккупантами обнаружено не было.
Так как никакой информации о родных мальчика не было, то она посчитала, что они не смогли выжить. Чувствуя ответственность над ребёнком и после того как опасность смерти от попадания к немцам прошла, по прошествии освобождения Тимашевского района в феврале 1943 года Вера попыталась официально усыновить Гену. Однако в сентябре 1943 года появилась сестра мальчика, Мирьям (после замужества — Мария Львовна Сластенина). Мария все это время пыталась разыскать своего брата, она так же смогла получить пропуск для бесплатного проезда по всему Краснодарскому краю. Поиск её был быстрым, она объехала множество сел, пока наконец-то не нашла данные о брате в Новощербиновском детдоме, в котором он пробыл недолго, когда отстал от семьи.
Воссоединившись, Мирьям и Генрих Горфункель вернулись в свой родной Ленинград. Но свою спасительницу Гена конечно не забыл и семья поддерживала связь с Верой Бурячок до самой её смерти. Почти каждое лето они ездили к Вере и как могли старались ей помочь. Сама Вера Максимовна тоже несколько раз приезжала к ним в гости в Ленинград.
По дате смерти Веры Бурячок есть разночтения: по данным базы института Яд ва-Шем она умерла в 1955 году. Согласно книге Льва Горфункеля она умерла в 1992 году. По данным на могильном памятнике она умерла 11 августа 1993 года.
22 декабря 1997 года Яд Вашем удостоил её почетным званием «Праведник народов мира».